# Elecciones estatales de Penang de 2018
Las elecciones estatales de Penang de 2018 tuvieron lugar el 9 de mayo del mencionado año con el objetivo de renovar los cuarenta escaños de la Asamblea Legislativa Estatal, que a su vez investiría a un Ministro Principal para el período 2018-2023, a menos que se realizaran elecciones anticipadas en ese período. Al igual que todas las elecciones estatales de Malasia, excepto Sarawak, las de Penang se realizaron al mismo tiempo que las elecciones federales para el Dewan Rakyat a nivel nacional.
El oficialista Pakatan Harapan (Pacto de Esperanza), sucesor del Pakatan Rakyat, obtuvo la victoria más aplastante de una fuerza política en la historia electoral penanguita, al lograr 37 de los 40 escaños (92.5%) con el 67,20% del voto popular. El Barisan Nasional (Frente Nacional) que a nivel federal se enfrentó a su primera derrota electoral efectiva, en Penang obtuvo solo el 22,41% y dos escaños, mientras que su líder y candidato a Ministro Principal, Teng Chang Yeow, fue derrotado por segunda vez en su circunscripción. La coalición islamista Gagasan Sejahtera (Idea Próspera), liderada por el Partido Islámico de Malasia (PAS) logró un solo escaño y el 9,78% de los votos. La participación fue del 84,62% del electorado registrado.
Con este resultado, Chow Kon Yeow fue elegido Ministro Principal para el período 2018-2023, ya que Lim Guan Eng fue nombrado Ministro de Finanzas en el gobierno del Pakatan Harapan, dirigido por Mahathir Mohamad, cinco días después de las elecciones.

## Antecedentes
Los comicios serían los decimocuartos en Penang desde la independencia de Malasia en 1957 y los decimoquintos en general. El Pakatan Rakyat había ganado las elecciones estatales de 2013 y, tras ser suplantada por el Pakatan Harapan en 2015, buscaba revalidar su mayoría de dos tercios obtenida en dichos comicios. Su principal contendiente sería el Barisan Nasional, que buscaría recuperar el oficialismo estatal, perdido en 2008.
De conformidad con la Constitución Estatal, la Asamblea Legislativa Estatal tiene un mandato de un máximo de cinco años, pasados los cuales se disuelve automáticamente, aunque lo usual es que el Gobernador, por consejo del Ministro Principal, la disuelva antes de tiempo y llame a elecciones. Por convención, y tal como sucedió en todos los comicios desde la independencia, la Asamblea Legislativa se disuelve al mismo tiempo que el Parlamento de Malasia, garantizando que Penang celebre sus elecciones al mismo tiempo que el resto del país.
Una elección estatal debe realizarse dentro de los sesenta días posteriores a la disolución. En consecuencia, la Comisión Electoral de Malasia estableció el 28 de abril como el día de nominación y el 9 de mayo como el día de la votación, lo que dio un período de campaña de quince días. La jornada electoral escogida, que iba a ser un día laboral en lugar de la práctica habitual de celebrar elecciones los fines de semana, provocó indignación en las redes sociales.
El Pakatan Harapan fue desafiado por dos coaliciones opositoras, Barisan Nasional (BN) y Gagasan Sejahtera (GS), así como un número de partidos independientes individuales. Las coaliciones BN y GS eran dirigidas por Teng Chang Yeow y Muhammad Fauzi Yusoff respectivamente.

## Eventos previos a la nominación
El 29 de octubre de 2017, el candidato del Pakatan Harapan en la circunscripción de Tanjong Bunga, Teh Yee Cheu, que justamente sería quien competiría contra el líder estatal del Barisan Nasional y candidato opositor a Ministro Principal, Teng Chang Yeow, declaró su intención de abandonar el Partido de Acción Democrática para las siguientes elecciones. Más tarde, confirmó su intención de presentarse como candidato a diputado federal del Partido Socialista de Malasia (PSM) en la circunscripción parlamentaria de Sungai Pinang.
La Asociación China de Malasia (MCA), primer partido gobernante de Penang (1955-1969) y uno de los componentes del Barisan Nasional, anunció el 16 de enero de 2018 que competirían en diez de los cuarenta escaños estatales penanguitas. El 4 de febrero, Mohd Salleh Man, único diputado estatal del Partido Islámico de Malasia, en la circunscripción Permatang Pasir, fue retirado como candidato por la dirigencia del partido. La asignación de candidatos del Pakatan Harapan fue anunciada el 11 de marzo en un mitin en la Explanada. El 14 de marzo, Yap Soo Huey, diputada estatal por Pulau Tikus, declaró que no se presentaría a la reelección para defender su escaño.
El 20 de marzo, el Barisan Nasional provocó una controversia al iniciar de forma anticipada su campaña electoral publicando indiscriminadamente carteles contra el Pakatan Harapan en toda la capital George Town. La medida fue condenada por la compañía de electricidad Tenaga Nasional y por el Consejo Municipal de la Isla de Penang, que procedió a ordenar la eliminación de los carteles ese mismo día. El Barisan Nasional fue multado con una suma de 13.448 ringgit por pegar ilegalmente material con contenido político.
La redefinición de los distritos electorales a nivel federal se aprobó en el Dewan Rakyat el 28 de marzo. Sin embargo, Penang no se vio afectado por los cambios. Ese mismo día, Mohd Rashid Hasnon, diputado estatal del Pakatan Harapan por Pantai Jerejak anunció que se trasladaría a Johor, su estado natal, para disputar un escaño federal allí. El legislativo tanto estatal como federal se disolvió el 9 de abril. El 12 de abril, tres días después de la disolución del Dewan Rakyat, el primer ministro Najib Razak causó controversia durante una visita a Penang al declarar que si el estado permanecía bajo control del Pakatan Harapan, "No recibirían nada". El Ministro Principal Lim repudió esas declaraciones calificándolas de "ultimátum violento", y afirmando que "ponía en riesgo el sistema democrático del país".
El Barisan Nasional lanzó su manifiesto específico para Penang el 15 de abril, mientras que el Pakatan Harapan lo hizo el 25 de abril.

## Campaña

### Generalidades

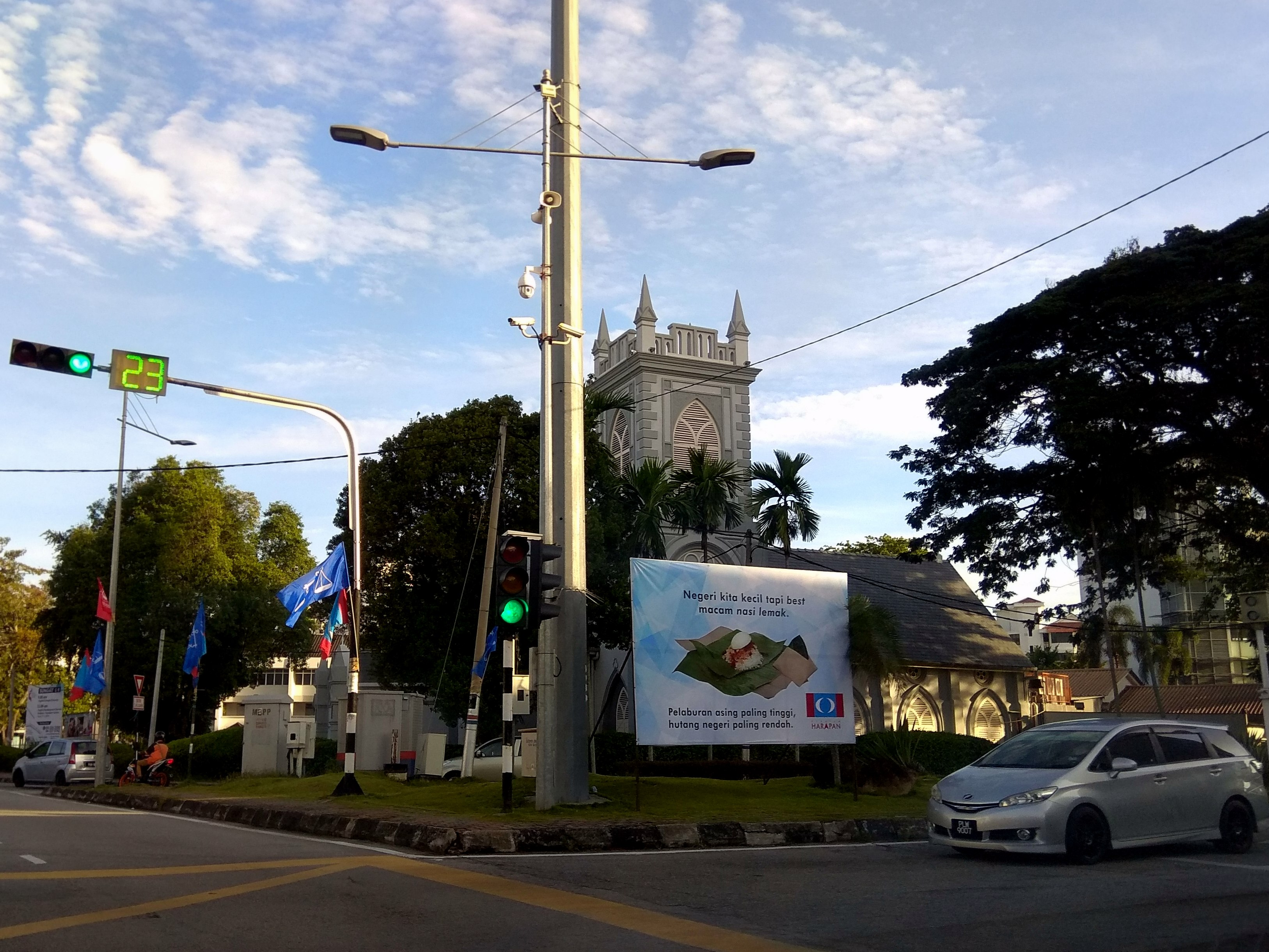
Afiche electoral del Pakatan Harapan utilizando comidas locales como una analogía de la posición de Penang como principal estado receptor de la inversión extranjera directa en Malasia.

Analistas y agencias de noticias, incluyendo Channel NewsAsia, The Straits Times y The Edge, predijeron otra victoria para el Pakatan Harapan en Penang, debido a los logros del gobierno estatal liderado por PH en bienestar social y desarrollos de infraestructura, así como el crecimiento económico de Penang bajo los dos mandatos del PH y su predecesor, el PR. Aun así, la campaña aún era disputada con vehemencia sobre varios temas, incluida la vulnerabilidad del pequeño estado ante los desastres naturales como inundaciones y deslizamientos de tierra, la construcción propuesta de un tren submarino, el transporte y la vivienda pública.
En particular, la administración del PH puso considerable énfasis en los logros de Penang bajo su mandato, tales como el sólido desempeño económico del estado, el rápido desarrollo, la limpieza general, la vivienda pública y las políticas de bienestar social de la administración. Todo esto fue visto con un amplio contraste con la supuesta indiferencia del gobierno federal del BN hacia Penang, especialmente en asuntos que van desde el transporte a la falta de ayuda financiera para las víctimas de las inundaciones en el estado.

### Barisan Nasional
La coalición Barisan Nasional lanzó su manifiesto específico de Penang el 15 de abril de 2018 en Seberang Jaya. Se comprometió, entre otras cosas, a crear un fondo especial para parejas casadas por primera vez, prohibir los proyectos de construcción en pendientes de colinas y en áreas a 250 pies (76 m) sobre el nivel del mar, construir casas de bajo costo (a un precio de RM40,000 cada uno) en sus esquemas de vivienda de alquiler con opción de compra, y resolver la congestión del tráfico dentro del estado. Estos fueron adicionales a las promesas anteriores hechas por varios políticos de BN, incluyendo al primer ministro malasio y al presidente de BN, Najib Razak, para abolir los peajes de las motocicletas en el Penang Bridge y desechar el proyecto del túnel submarino, que había sido propuesto por la administración del Pakatan Harapan. Los políticos de BN también alegaron que el gobierno estatal liderado por PH no había cumplido cincuenta y un promesas e intentó atraer la atención del público sobre este tema al pegar ilegalmente carteles contra el PH en todo George Town el 20 de marzo.
En respuesta, el gobierno estatal, dirigido por el entonces primer ministro Lim Guan Eng , criticó duramente a BN por copiar deliberadamente las políticas de la administración en el manifiesto de la BN, declarando que las políticas del gobierno, incluidos los programas de bienestar social y las tasas de evaluación reducidas para el costo de vida, ya se han implementado. Notablemente, el manifiesto de BN no atendió la necesidad de un sistema de transporte público basado en ferrocarril, como LRT y monorraíl, dentro de Penang; Lim sostuvo que el manifiesto de BN "no ofrecía alternativas a la construcción de un sistema de transporte público para aliviar la congestión del tráfico, sino para sabotear nuestros proyectos propuestos de túneles LRT y túneles submarinos". Mientras tanto, Jagdeep Singh Deo , el asambleísta estatal por Datok Keramat, refutó las afirmaciones del BN de que el gobierno estatal liderado por el PH había fallado en proporcionar viviendas asequibles, informando que más de 25,000 unidades de viviendas asequibles se habían construido en el estado. Los críticos también afirmaron que el gobierno federal liderado por el BN ha discriminado consistentemente al estado de Penang al retener grandes proyectos de infraestructura y subvenciones financieras al estado.

### Pakatan Harapan
La coalición Pakatan Harapan (PH) dio a conocer su manifiesto específico para Penang el 25 de abril de 2018 en el Ayuntamiento de Penang en George Town. El manifiesto incluye 68 promesas, incluida la implementación del Plan Maestro de Transporte de Penang, que incorpora los servicios de LRT y monorraíl propuestos en todo el estado, la construcción del túnel submarino de Penang, un servicio de autobús público gratuito, un programa de atención médica que ofrece ayuda financiera para hogares de bajos ingresos, un municipio universitario en Balik Pulau, la finalización de más de 75,000 unidades de vivienda asequible para 2025, una variedad más amplia de infraestructura pública y un límite de dos mandatos para la posición del Ministro Principal. Al oficiar el lanzamiento del manifiesto, los líderes del PH en Penang también prometieron financiación financiera para las escuelas islámicas en el estado y la promoción de la armonía interconfesional mediante la construcción de un "Centro de armonía" para asuntos no musulmanes.

### Redes sociales
Las elecciones destacaron por el extendido uso de las redes sociales, sobre todo entre el Pakatan Harapan y el Barisan Nasional. Ambas partes crearon numerosos videos para difundir sus políticas, promesas e ideologías al público en el período previo a las elecciones.
Los vídeos creados por el PH representan típicamente las mejoras experimentadas por penanguitas desde 2008, cuando el Pakatan Rakyat ganó las elecciones. Las políticas de bienestar del gobierno estatal lideradas por el PH, el crecimiento económico de Penang, la remodelación de la infraestructura existente y los esfuerzos para mejorar la limpieza y reducir la delincuencia, así como la preservación de las reservas forestales dentro del estado, a menudo se promocionaron en estos vídeos.
Por el contrario, los vídeos del BN generaron una gran controversia. El 22 de febrero de 2018, un vídeo que mostraba a una mujer quejándose de su decepción con el estado general de las cosas en Penang bajo el gobierno del PH fue subido en línea por una página de Facebook con enlaces del BN. Recibió una condena generalizada por parte de los cibernautas y los políticos del PH por igual y fue visto en general como un intento de torcer la verdad. Un funcionario del gobierno estatal, Zaidi Ahmad, refutó todas las acusaciones planteadas en el vídeo, señalando, entre otros, que el ingreso medio de los penanguitas y el ingreso mensual promedio eran mayores que el promedio nacional, la tasa de desempleo y las tarifas de agua de Penang eran relativamente bajas, y que la administración del PH efectivamente ha construido más unidades de vivienda asequibles dentro del estado. Mientras tanto, el 23 de abril, Grace Teoh Koon Gee, concejala del Concejo Municipal de Penang Island , presentó un informe policial sobre un video hecho por el BN que representaba al PH como un partido racista. RSN Rayer, político del DAP, declaró que el vídeo era "extremadamente peligroso".
Durante el período de campaña, varios candidatos del DAP fueron víctimas del contenido difamatorio de las redes sociales creado por el BN. Por ejemplo, Ramasamy Palanisamy, Segundo Viceministro Principal de Penang y el actual Asambleísta Estatal por Perai, presentaron un informe policial el 2 de mayo sobre un vídeo manipulado de su discurso durante un mitin en Perai, que según informes fue distribuido por el BN. La candidata de DAP en Seri Delima, Syerleena Abdul Rashid, también presentó un informe policial sobre las acusaciones infundadas de BN de que ella apoyaba la dominación cristiana de Penang. Los cybertroopers del BN atacaron a Satees Muniandy, el candidato de DAP en Bagan Dalam, también, afirmando que posee una lujosa casa valorada en RM527,000.

### Mítines

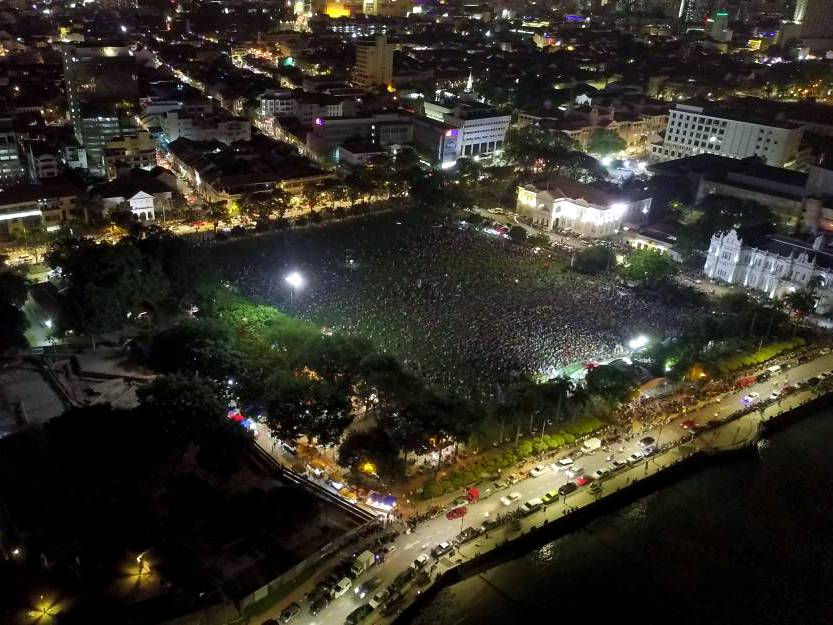
Mitin del PH en la Explanada de George Town, 28 de abril de 2018.

En lugar de celebrar mítines a gran escala únicamente en la ciudad capital de Penang, George Town (en la isla de Penang), como era la práctica en las elecciones de 2008 y 2013, el Pakatan Harapan organizó mítines simultáneos tanto en George Town como en Seberang y Perai. Este cambio de táctica tenía la intención de llegar a más votantes, particularmente en Seberang Perai, evitando así la necesidad de que los partidarios crucen el Estrecho de Penang para asistir a los mítines y reducir la congestión del tráfico dentro de George Town.
Los primeros mítines de PH se llevaron a cabo concurrentemente el 28 de abril de 2018 en la Explanada de George Town y Butterworth en el continente; ambos mítines, que contaron con oradores clave como Lim Guan Eng, Nurul Izzah Anwar y Marina Mahathir, atrajeron colectivamente a más de 120,000 personas. Simultáneamente se llevaron a cabo mítines del PH el 2 de mayo en el Han Chiang College de George Town y en Juru, en el continente, con la asistencia de 120,000 personas en Han Chiang. Las últimas manifestaciones del PH se llevaron a cabo en la Explanada de George Town los días 7 y 8 de mayo, la última de las cuales se celebró simultáneamente con otras reuniones del PH en Bayan Baru, Butterworth y Seberang Jaya.

## Resultados
|  | 38.21 % |

|  | 47.50 % |

|  | 23.37 % |

|  | 35.00 % |

|  | 3.47 % |

|  | 5.00 % |

|  | 2.15 % |

|  | 5.00 % |

|  | 67.20 % |

|  | 92.50 % |

|  | 12.90 % |

|  | 5.00 % |

|  | 5.46 % |

|  | 0.00 % |

|  | 3.27 % |

|  | 0.00 % |

|  | 0.78 % |

|  | 0.00 % |

|  | 22.41 % |

|  | 5.00 % |

|  | 9.73 % |

|  | 2.50 % |

|  | 0.04 % |

|  | 0.00 % |

|  | 0.01 % |

|  | 0.00 % |

|  | 9.78 % |

|  | 2.50 % |

|  | 0.30 % |

|  | 0.00 % |

|  | 0.15 % |

|  | 0.00 % |

|  | 0.08 % |

|  | 0.00 % |

|  | 0.03 % |

|  | 0.00 % |

|  | 0.05 % |

|  | 0.00 % |

|  | 98.57 % |

|  | 1.43 % |

|  | 100.00 % |

|  | 84.62 % |